# Âge de la Terre
L'âge de la Terre est, selon les connaissances actuelles, de 4,54 milliards d'années (4,54 × 109 ans ± 1 %). Cette datation repose sur des preuves scientifiques provenant de la datation radiométrique des météorites et se trouve cohérente avec l'âge des échantillons des plus anciennes roches lunaires et terrestres connues,. Cet « âge » correspond au début de l'accrétion de la Terre.
Avec la Révolution scientifique et le développement de la datation radiométrique, les mesures de traces dans des minéraux riches en uranium démontraient que certains étaient âgés de plus d'un milliard d'années. Les plus anciens de ces minéraux analysés – des petits cristaux de zircon trouvés dans les Jack Hills d'Australie – sont datés d'au moins 4,404 milliards d'années,,. En comparant la masse et la luminosité du Soleil à celles des multitudes d'autres étoiles, il apparaît que le Système solaire ne peut être beaucoup plus ancien que ces roches. Les inclusions minérales riches en calcium et en aluminium (en anglais CAI pour « Ca-Al-rich inclusions ») – les plus anciens constituants solides connus des météorites qui se sont formées dans le Système solaire – sont datés de 4,567 milliards d'années,, donnant un âge pour le Système solaire et une limite supérieure à l'âge de la Terre.
L'hypothèse dominante est que l'accrétion de la Terre commença peu après la formation des CAI et des météorites. Parce que la durée exacte de l’accrétion de la Terre n'est pas encore connue et les projections données par les différents modèles allant de quelques millions à cent millions d’années, l'âge exact de la Terre est difficile à déterminer, voire à définir. Il est de même souvent difficile de déterminer l'âge exact d'une roche. Elle peut être le produit de l'agrégation de minéraux d'âges différents. Si c'est un grès, la sédimentation a mélangé des grains arrachés à des roches variées, plus anciennes. Si c'est un granite, il peut avoir absorbé des cristaux (de zircon, souvent) aux roches qu'il a traversées en montant des profondeurs.

## Historique

### Antiquité et Moyen Âge

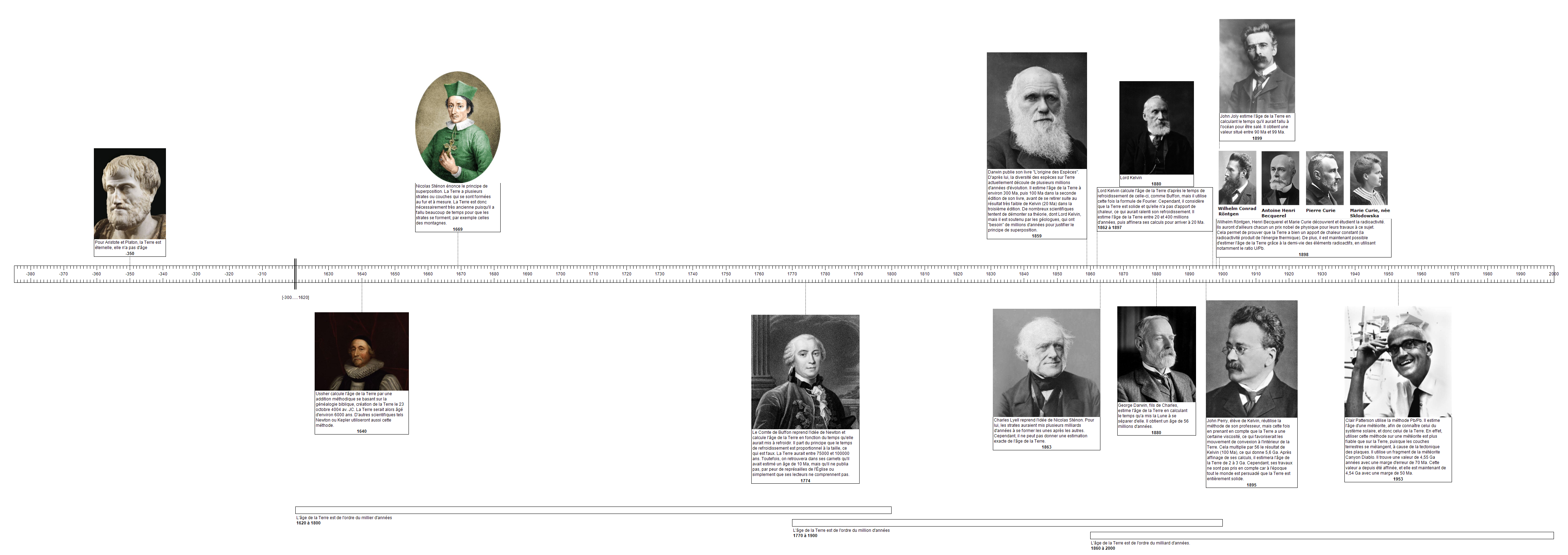
Frise chronologique des estimations de l'âge de la Terre, de l'Antiquité à nos jours.

La plupart des anciennes cosmologies considèrent le temps comme infini et que la Terre fait partie d'un cycle cosmique éternel. Aristote, dans son traité Du ciel distingue le monde supralunaire, inengendré et incorruptible, et le monde infralunaire imparfait et corruptible mais qui a toujours existé. 
Les trois religions abrahamiques (juive, chrétienne et musulmane) introduisent la genèse, la création du monde.
Le Moyen Âge a souvent été présenté par les historiens du XIXe siècle comme un Âge sombre marqué par l'ignorance et les superstitions. Des clercs et philosophes ont cependant des intuitions fulgurantes sur l'âge de la Terre.
Au XIVe siècle, le philosophe scolastique Jean Buridan et son élève l'évêque de Lisieux Nicole Oresme remettent en cause la cosmologie aristotélicienne. Considérant que l'érosion lente de la Terre et l'orogenèse qu'ils attribuent aux séismes sont incompatibles avec l'échelle de temps déduite de la Bible, Buridan rappelle qu'il ne faut pas interpréter les textes sacrés littéralement et envisage des cycles géologiques plutôt qu'humains s'étalant sur plusieurs dizaines de millions d'années.
Néanmoins dans le monde occidental chrétien, les déterminations de l'âge de la Terre à la Renaissance se basent encore essentiellement sur la Bible qui énumère les générations depuis Adam, les érudits y ajoutant des considérations astronomiques et des données historiques écrites. Ils attribuent à la Terre l'âge de 6 000 ans mais cette estimation est parfois remise en cause. Dans un opuscule imprimé en 1542, Fausto da Longiano expose que les cycles géologiques se calquent sur ceux des sphères astrales, estimés à 36 000 ans.

### XVIeetXVIIesiècles
À partir de 1520, la Réforme protestante établit un littéralisme biblique qui envahit la science, si bien qu'un certain consensus se dégage sur un âge de la Terre autour de 6 000 ans.
En 1596, Johannes Kepler place la création de la Terre lors du solstice d'été de 3993 av. J.-C.
En 1647, le prêtre anglais John Lightfoot l'estime à 3928 ans av. J.-C..
En 1650, l'archevêque James Ussher fait remonter la Genèse au 23 octobre 4004 av. J.-C., à neuf heures du soir précisément (chronologie d'Ussher dans ses Annales Veteris Testamenti, a prima mundi origine deducti). Près de cinquante ans plus tard, Isaac Newton l'estime à 3 998 ans av. J.-C. en se servant de la précession des équinoxes pour mettre en cohérence l'âge des phénomènes bibliques avec des observations astronomiques babyloniennes ou des légendes des Grecs.
La chronologie d'Ussher fera autorité jusqu'au début du XXe siècle.

### XVIIIesiècle
L'astronome Edmond Halley propose une méthode scientifique : en estimant la quantité de sels des océans et le débit total des fleuves (en tonnes de sel par année), on peut déduire que la Terre est beaucoup plus vieille qu’on ne le pense. Lamarck, dans son Hydrogéologie de 1802, à l’aide d’un modèle physique des océans et de la révolution des points polaires, aboutit à la nécessité que la Terre ait au moins plusieurs milliards d’années.
Scientifiquement, les estimations les plus solides se basent sur le temps de refroidissement d'une Terre initialement très chaude, comme le fait Buffon qui expérimente le refroidissement de sphères métalliques de différents diamètres dans sa forge vers 1770 : il aboutit, par extrapolation linéaire aux dimensions de la Terre, à un âge de 74 000 ans, datation qu'il ose publier mais dans ses carnets, il va jusqu'à envisager un chiffre de l'ordre de 10 millions d'années.
James Hutton, un des fondateurs de la géologie moderne, se rend bien compte qu'il a fallu un temps considérable pour réaliser ce qu'il observe. Les fouilles de la grotte de Kent de 1846 et 1858 par William Pengelly conduisent ce géologue à en conclure à une grande ancienneté de l'humanité et remettre également en cause la chronologie biblique.

### XIXesiècle
Lord Kelvin reprend le modèle de Buffon en supposant que le globe est rigide et homogène. Il applique alors l'équation de la chaleur de Joseph Fourier et, en prenant en compte uniquement la conduction thermique, estime l'âge entre 20 et 400 millions d'années. Son estimation est contestée par son assistant John Perry qui prend en compte la convection et propose un modèle de croûte terrestre de 50 km d'épaisseur, ce qui rend les gradients thermiques compatibles avec plusieurs milliards d'années.
John Joly, professeur de géologie à Dublin, suppose comme Edmond Halley qu'à l'origine les océans ne contiennent pas de sel, que les rivières l'ont apporté selon un rythme plus ou moins uniforme. Dans sa communication An Estimate of the Geological Age of the Earth présentée à l'Académie Royale de Dublin en 1899, il évalue ainsi l'âge des océans à partir de leur teneur en sodium (35 grammes par litre), et obtient une fourchette entre 90 et 99 millions d'années, l'écart étant dû à l'incertitude des évaluations relatives au volume des océans.
C'est la découverte de la radioactivité par Henri Becquerel qui permet de repousser l'âge de la Terre jusqu'à l'âge qu'on lui attribue aujourd'hui : l'essentiel de la chaleur de la Terre ne provient pas de sa chaleur initiale (qui se serait perdue en moins de 400 millions d'années) mais est produit pour moitié par la désintégration radioactive d'éléments tels que le potassium, l'uranium et le thorium. C'est aussi la compréhension de la source d'énergie du Soleil lui-même, par fusion thermonucléaire de l'hydrogène en hélium, qui a permis de lever une autre objection majeure de Lord Kelvin aux âges suggérés par les géologues : faute de prendre en compte cette source de chaleur, ses calculs (essentiellement basés sur la contraction gravitationnelle) suggéraient que le Soleil n'aurait pu fonctionner plus de quelques millions ou dizaines de millions d'années.

### XXesiècle

Les alignements observés dans le diagramme Pb-Pb passent à proximité de la composition isotopique du Pb de Canyon Diablo et les pentes définissent des âges proches de 4,55 milliards d'années.

En 1953, Clair Patterson, associant ses connaissances en géochimie et spectroscopie, mesure la teneur en plomb d'une météorite (Canyon Diablo) ayant le même âge que la terre. Il estime alors l'âge de la planète à 4,55 milliards d'années.
Le phénomène de radioactivité éteinte est également utilisé pour estimer la durée d'accrétion de la Terre, notamment via la datation par l'iode-xénon.